# Бејард (Западна Вирџинија)
Бејард (енгл. Bayard) град је у америчкој савезној држави Западна Вирџинија.

## Демографија
По попису из 2010. године број становника је 290, што је 9 (-3,0%) становника мање него 2000. године.
| Група             | 2000.       | 2010.       |
| Белци             | 288 (96,3%) | 285 (98,3%) |
| Афроамериканци    | 2 (0,7%)    | 0 (0,0%)    |
| Азијати           | 0 (0,0%)    | 0 (0,0%)    |
| Хиспаноамериканци | 2 (0,7%)    | 1 (0,3%)    |
| Укупно            | 299         | 290         |